# Schijn-els
De schijn-els of witte schijnels (Clethra alnifolia) is een  bladverliezende struik, die behoort tot de familie Clethraceae. De soort komt van nature voor in Noord-Amerika. Het aantal chromosomen is 2n = 32.
De struik wordt 1-3 m hoog. Het 4-10 cm lange en 2-4 cm brede blad is omgekeerd eirond tot langwerpig en heeft een gezaagde rand. Het blad is aan de bovenzijde kaal en van onderen alleen op de middennerf behaard. Het groene blad kleurt in de herfst goudgeel. De bladsteel is 2,5-3,5 (6) cm lang.
De schijn-els bloeit vanaf augustus tot in oktober met witte of lichtroze, 5-10 mm grote bloemen. De kelk is witachtig tot groen. De bloem bestaat uit vijf kelkbladen, vijf bloembladen en tien meeldraden. Verder heeft de bloem één stijl met een driespletige stempel. Het vruchtbeginsel is bovenstandig. De bloemen hebben een zoete geur en worden veel bezocht door hommels. De bloeiwijze is een (6) 9-15 (19) cm lange en 2 cm brede tros.
De vrucht is een bolvormige, 2,5-4 mm lange en 3,5-5,3 mm brede, driehokkige doosvrucht met 1-1,5 mm grote zaden.

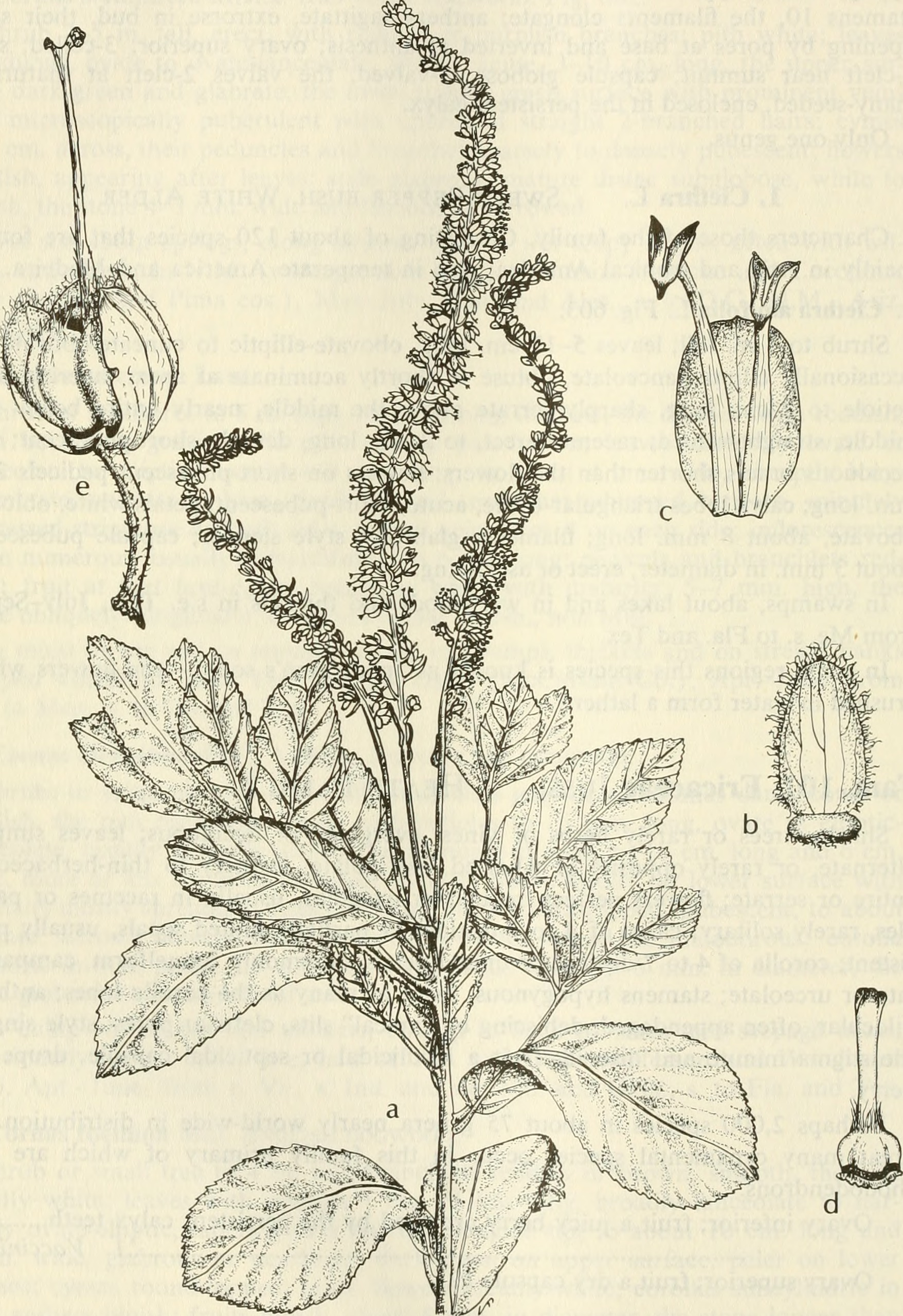
Illustratie
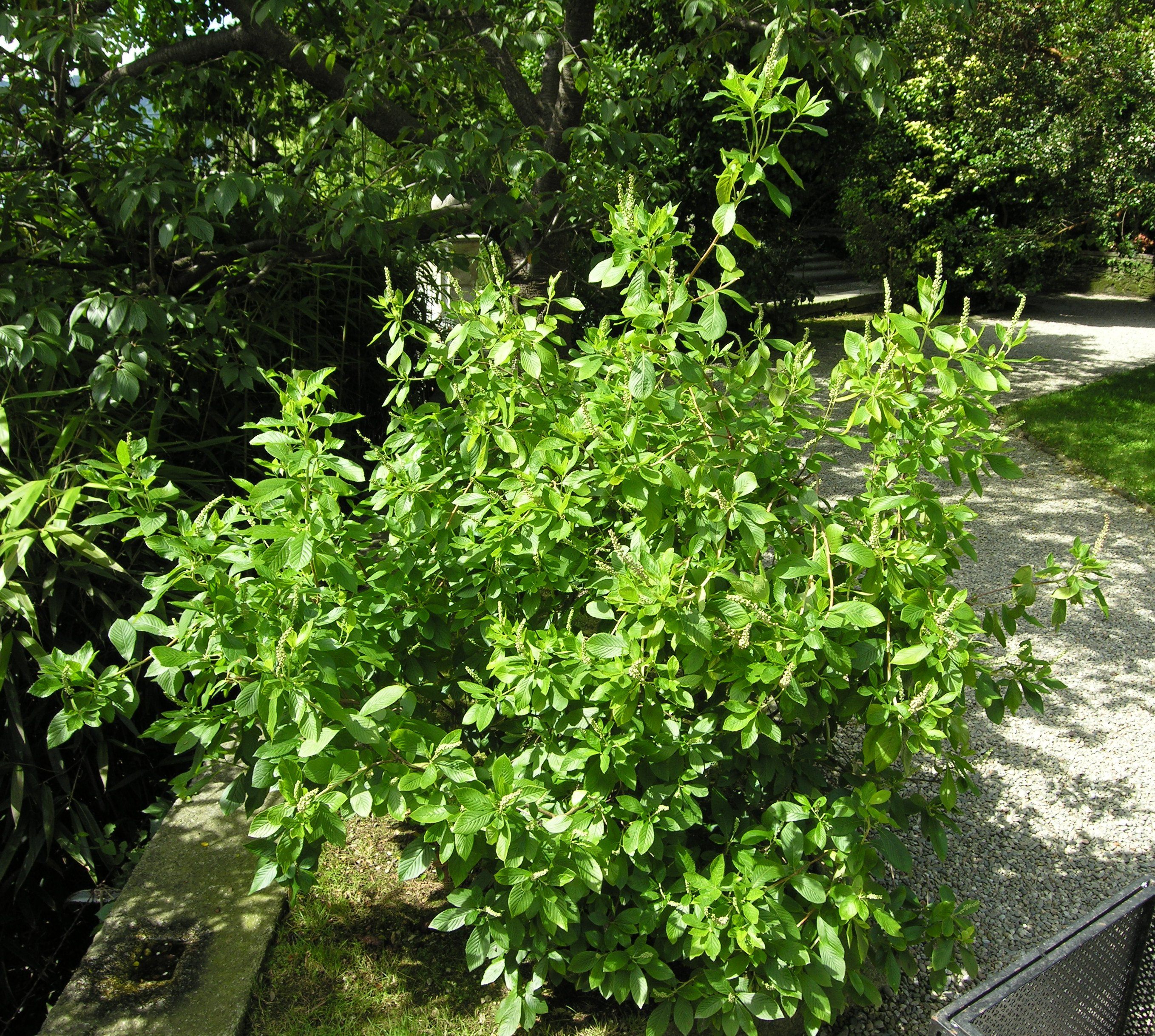
Struik
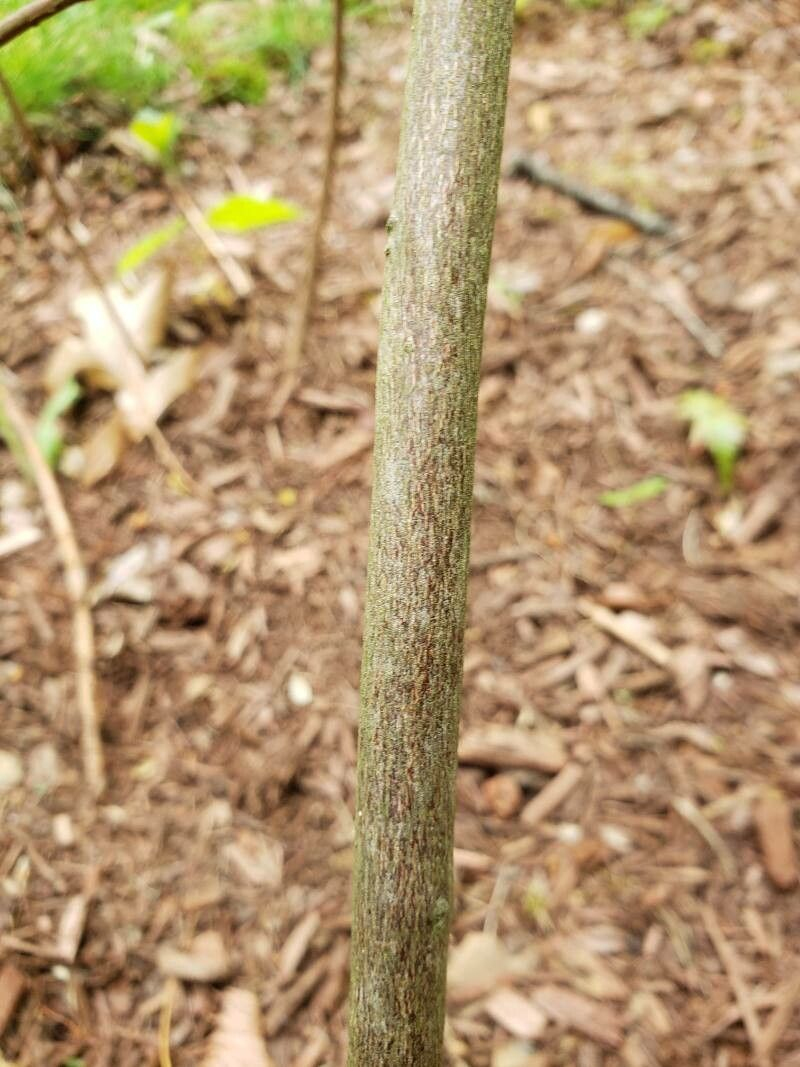
Tak
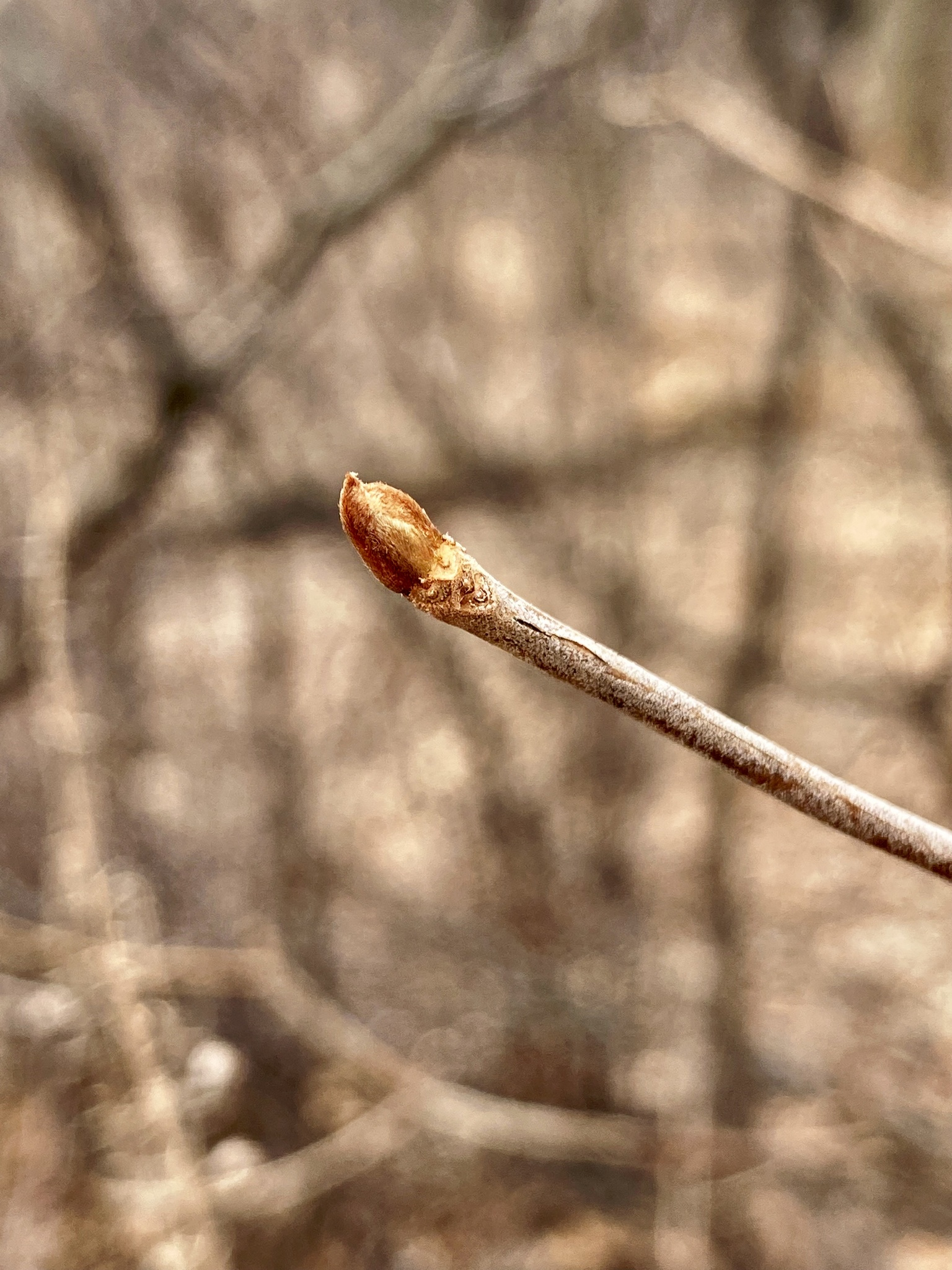
Knop met bladlitteken
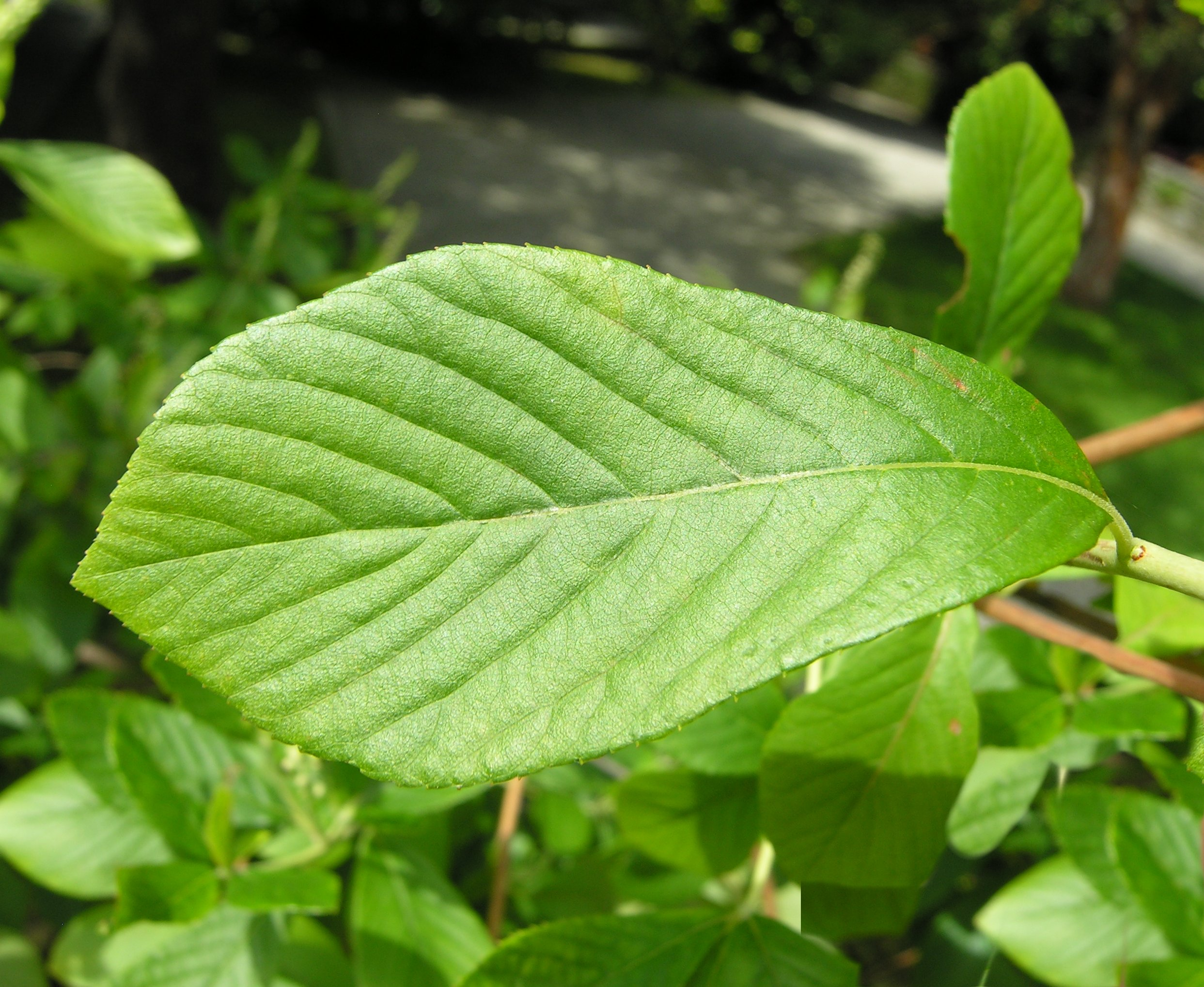
Blad
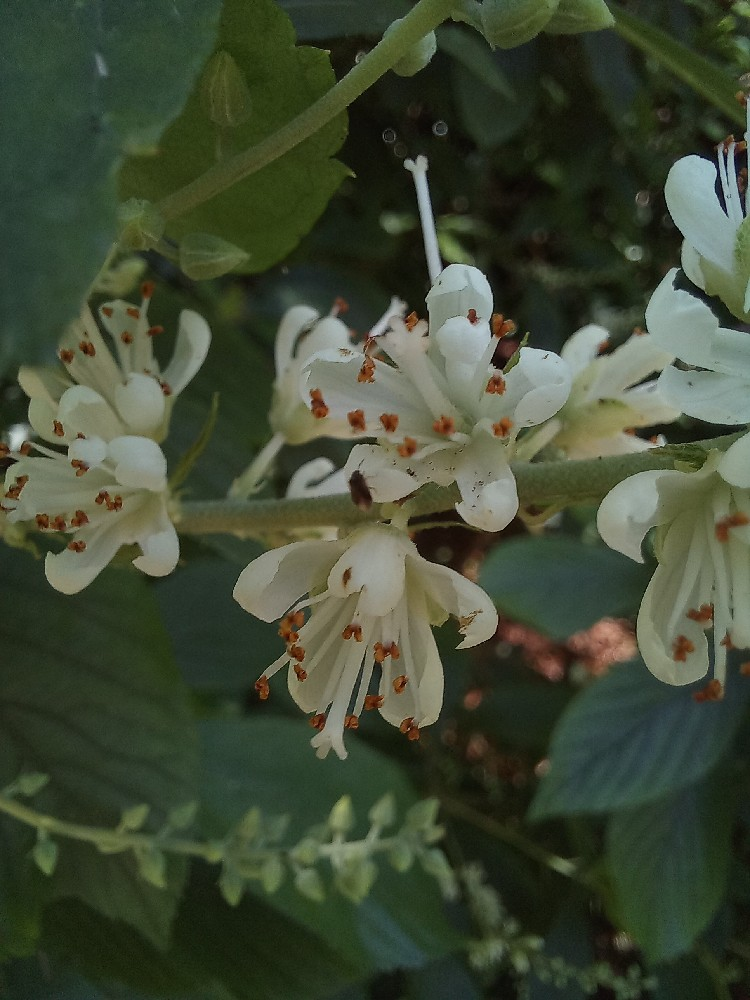
Bloemen
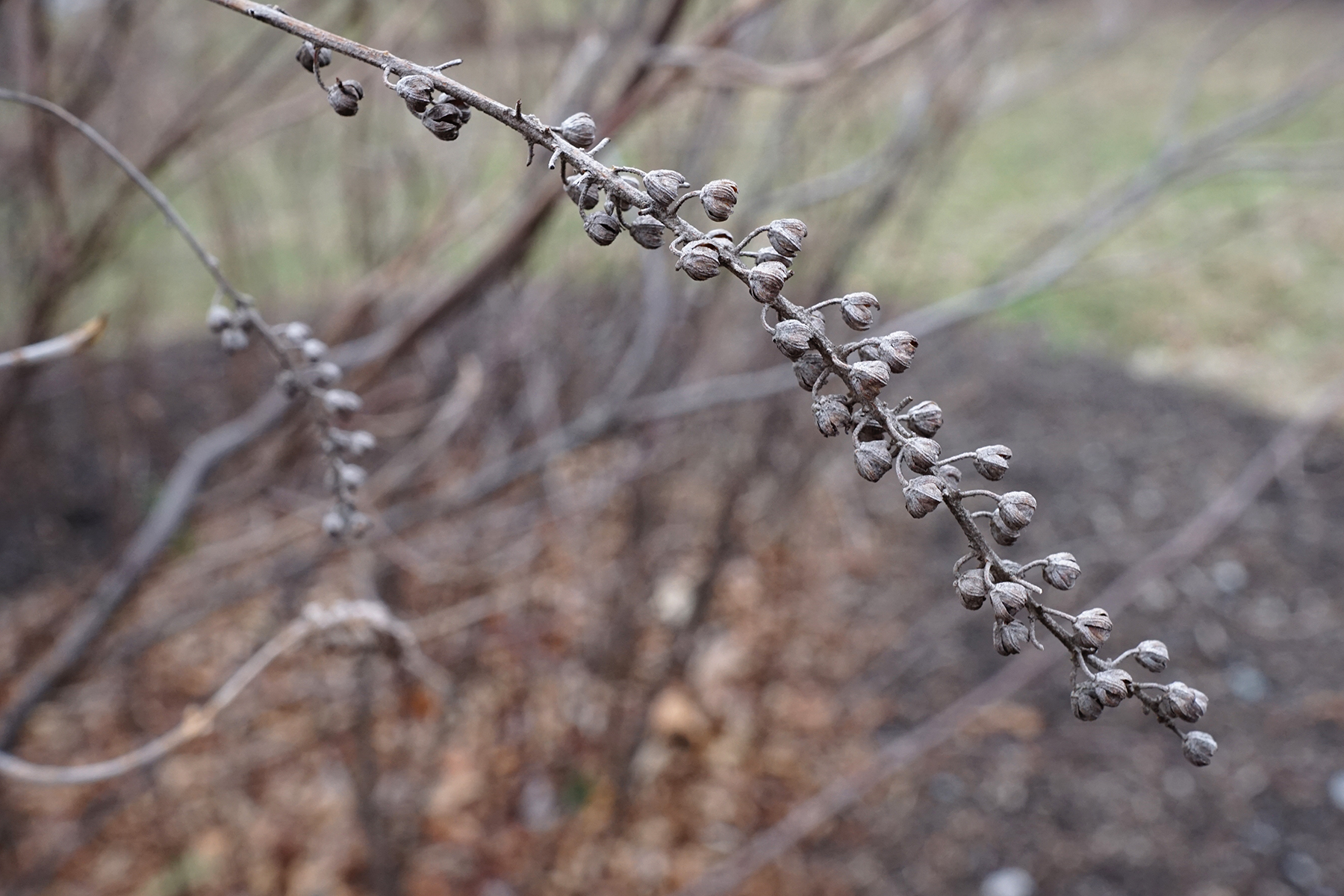
Vruchten
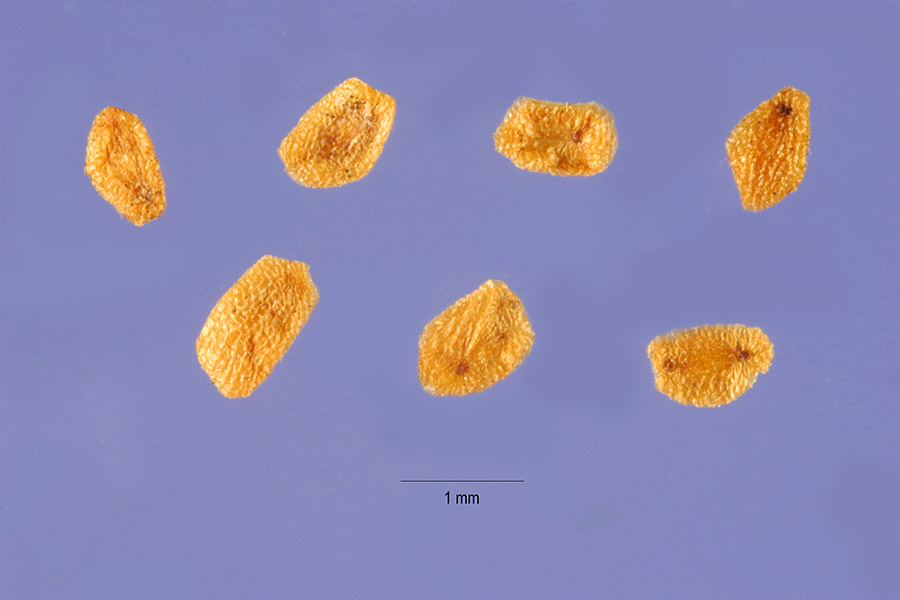
Zaden

## Cultivars
Enkele cultivars zijn:
- 'September Beauty' met roze bloemen
- 'Ruby Spice' met roze bloemen
- 'Hummingbird', dwergvorm